# SpaceX Crew-9
SpaceX Crew-9 is de negende reguliere vlucht onder NASA’s Commercial Crew-programma waarmee SpaceX twee ruimtevaarders naar het ISS vervoert. Het is tevens de dertiende bemande Crew Dragon-vlucht naar het ISS en de vijftiende bemande Crew Dragon-vlucht. De vlucht draagt in contracten de juridische naam PCM-9 (Post Certification Mission 9). Het was de eerste lancering vanaf Cape Canaveral Space Force Station Lanceercomplex 40.
Omdat Boe-CFT, de bemande testvlucht van de Boeing Starliner met technische problemen kampte wilde NASA de astronauten Barry Wilmore en Sunita Williams uit voorzorg niet laten terugkeren met Starliner Calypso. Crew 9 werd daarom met maar twee astronauten aan boord gelanceerd zodat er twee lege stoelen voor de bemanning van Boe-CFT beschikbaar zijn. De lancering was eerder al van 18 augustus naar op zijn vroegst 24 september uitgesteld om tot een plan rond de terugkeer van de Starliner en zijn bemanning te komen. Omdat orkaan Helene op 25 en 26 september langs de westzijde van Florida’s schiereiland zou trekken en deze ook invloed op het weer rond Cape Canaveral aan de oostkust zou hebben, werd de lancering uiteindelijk uitgesteld naar 28 september 2024. In de uren voor de lancering was er onweer, maar rond de geplande lanceertijd was er een gat in dit weersysteem waardoor de lancering doorgang kon vinden. 
Aan boord van de Crew Dragon waren twee IVA-pakken van SpaceX voor Williams en Wilmore. Op 1 oktober werden deze gepast en getest.

## Anomalie van de tweede trap
De tweede trap van de Falcon 9 ondervond na afkoppeling van de Crew Dragon een anomalie tijdens de deorbit-stoot. De tweede trap keerde weliswaar terug in de atmosfeer op een veilige plek boven de oceaan, maar niet in de geplande zone. Alle Falcon-lanceringen werden daarop opgeschort tot er meer duidelijkheid over de oorzaak is.
Er werd gevreesd dat dit gevolgen zou hebben voor de planning van de Falcon 9-lancering van ESA’s Hera-ruimtesonde en Falcon Heavy-lancering met NASA’s Europa Clipper die hetzelfde type bovenste trap gebruikt. Op 6 oktober kreeg SpaceX toestemming van de FAA voor de lancering van Hera omdat deze geen terugkeer van de tweede trap bevat. Toestemming van andere lanceringen bleef nog enkele dagen opgeschort.

## Bemanning
| Positie          | Ruimtevaarder                                        |
| ---------------- | ---------------------------------------------------- |
| Gezagvoerder     | Nick Hague, NASA, 2e ruimtevlucht (3e lancering)     |
| Piloot           | Aleksandr Gorbunov, Roskosmos 1e ruimtevlucht        |
| Missiespecialist | Barry Wilmore, NASA 3e ruimtevlucht (alleen terug)   |
| Missiespecialist | Sunita Williams, NASA 3e ruimtevlucht (alleen terug) |

In eerste instantie ging men ervan uit dat aanvankelijk ingeplande gezagvoerder Zena Cardman op de vlucht zou blijven en Nick Hague en Stephanie Wilson van de vlucht zouden worden gehaald. Op 30 augustus werd duidelijk dat Hague toch aan boord zou zijn en Cardman niet.

## Terugkeer
Crew-9 zal het ruimtestation verlaten en terugkeren nadat SpaceX Crew-10 aankomt in het ISS. Dit was oorspronkelijk voorzien voor februari 2025. Het gereedkomen van de nieuwe Crew Dragon C213 voor Crew-10 liep zeker twee maanden vertraging op. In februari 2025 werd een plan onderzocht om de voor Axiom-4 gereserveerde Crew Dragon Endurance (C210) te ruilen om de missie van Wilmore en Williams niet nog veel langer te laten duren en een terugkeer voor 19 maart mogelijk te maken. Axiom-4 zal daardoor wel later worden gelanceerd. Crew 10 lanceerde op 14 maart 2025 en werd aangekoppeld op 16 maart.